# Ga Gongneung
Ga Gongneung (Đại học Khoa học và Công nghệ Quốc gia Seoul) (Tiếng Hàn: 공릉(서울과학기술대)역, Hanja: 孔陵(서울科學技術大)驛) là ga trên Tàu điện ngầm Seoul tuyến 7 nằm ở Dongil-ro, Nowon-gu, Seoul.

## Lịch sử
- 11 tháng 10 năm 1996: Bắt đầu kinh doanh với việc khai trương Tàu điện ngầm Seoul tuyến 7.

## Bố trí ga
| Hagye ↑    |
| \| N/B     |
| ↓ Taereung |

| Hướng Bắc | ● Tuyến 7 | ← Hướng đi Junggye · Nowon · Dobongsan · Jangam                      |
| Hướng Nam | ● Tuyến 7 | → Hướng đi Taereung · Đại học Konkuk · Xe buýt tốc hành · Seongnam → |

## Xung quanh nhà ga
| Lối ra \| 나가는 곳 \| Exit \| 出口 | Lối ra \| 나가는 곳 \| Exit \| 出口 |
| ----------------------------------- | --- |
| 1                                   | Đại học Khoa học và Công nghệ Quốc gia Seoul Trường tiểu học Yeongi Trường trung học Dongsan Trường trung học kỹ thuật máy móc Gyeonggi Trường Seoul Jeongmin                                          |
| 2                                   | Trung tâm cộng đồng Gongneung 1-dong Hướng tới Bệnh viện Năng lượng nguyên tử Khu vực Hwarang Chợ Dokkaebi Gongneung-dong Đường rừng Tuyến Gyeongchun Trung tâm phát triển nguồn nhân lực phụ nữ Nowon |
| 3                                   | Suối Jungnangcheon Hướng tới lối vào Taereung Trung tâm hỗ trợ gia đình khỏe mạnh Nowon-gu Trung tâm hỗ trợ gia đình đa văn hóa Nowon-gu                                                               |
| 4                                   | Hướng tới Wolgye-dong Cầu Hancheongyo Trường tiểu học Yongwon Trung tâm phúc lợi cộng đồng Gongneung Suối Jungnangcheon                                                                                |